# Hua Hin Challenger
L'Hua Hin Challenger, noto anche come Hua Hin Open  Challenger, è stato un torneo professionistico maschile di tennis, giocato sul cemento, che faceva parte dell'ATP Challenger Tour. L'edizione inaugurale venne disputata nel 2015 a Hua Hin, città thailandese, la settimana prima del torneo WTA.

## Singolare maschile
| Anno | Campione      | Finalista          | Punteggio     |
| ---- | ------------- | ------------------ | ------------- |
| 2017 | John Millman  | Andrew Whittington | 6–2, 6–2      |
| 2016 | Non disputato | Non disputato      | Non disputato |
| 2015 | Yūichi Sugita | Stéphane Robert    | 6–2, 1–6, 6–3 |

## Doppio maschile
| Anno | Campione                              | Finalista                       | Punteggio        |
| ---- | ------------------------------------- | ------------------------------- | ---------------- |
| 2017 | Sanchai Ratiwatana Sonchat Ratiwatana | Austin Krajicek Jackson Withrow | 6–4, 5–7, [10–5] |
| 2016 | Non disputato                         | Non disputato                   | Non disputato    |
| 2015 | Lee Hsin-han Lu Yen-hsun              | Andre Begemann Purav Raja       | walkover         |